# Rugby a 7 ai Giochi della XXXI Olimpiade - Convocazioni torneo maschile
Di seguito le formazioni del torneo maschile di rugby a 7 ai Giochi della XXXI Olimpiade.

## Formazioni
Alle sigle "A" e "T" corrispondono i ruoli di Avanti (in inglese: Forwards) e di Tre Quarti (en: Backs).
La presenza di un tredicesimo uomo nella rosa ufficiale di alcune formazioni è dovuta ad una sostituzione per infortunio durante la competizione.

## Argentina
| N° | Nome                | Ruolo | Data di nascita  |
| -- | ------------------- | ----- | ---------------- |
| -  | Santiago Gómez Cora | CT    | 25 luglio 1978   |
| 1  | Fernando Luna       | A     | 12 maggio 1990   |
| 2  | Santiago Álvarez    | A     | 17 febbraio 1994 |
| 3  | Germán Schulz       | A     | 5 febbraio 1994  |
| 4  | Juan Pablo Estelles | A     | 5 maggio 1988    |
| 5  | Axel Müller         | A     | 25 novembre 1993 |
| 6  | Matías Moroni       | T     | 29 marzo 1991    |
| 7  | Javier Rojas        | T     | 15 aprile 1991   |
| 8  | Gastón Revol        | T     | 26 novembre 1986 |
| 9  | Rodrigo Etchart     | T     | 24 gennaio 1994  |
| 10 | Bautista Ezcurra    | T     | 16 gennaio 1995  |
| 11 | Juan Imhoff         | T     | 11 maggio 1988   |
| 12 | Franco Sábato       | T     | 13 gennaio 1990  |
| 13 | Nicolás Bruzzone    | T     | 24 ottobre 1985  |

## Australia
| N° | Nome              | Ruolo | Data di nascita   |
| -- | ----------------- | ----- | ----------------- |
| -  | Andy Friend       | CT    | 24 aprile 1969    |
| 1  | Nick Malouf       | A     | 19 marzo 1993     |
| 2  | Jesse Parahi      | A     | 29 luglio 1989    |
| 3  | Henry Hutchison   | T     | 12 febbraio 1997  |
| 4  | Lewis Holland     | T     | 14 gennaio 1993   |
| 5  | James Stannard    | T     | 21 febbraio 1983  |
| 6  | Con Foley         | A     | 19 settembre 1992 |
| 7  | Cameron Clark     | T     | 20 marzo 1993     |
| 8  | Pat McCutcheon    | A     | 24 giugno 1987    |
| 9  | Ed Jenkins        | A     | 26 maggio 1986    |
| 10 | Allan Fa'alava'au | A     | 15 dicembre 1993  |
| 11 | John Porch        | T     | 4 marzo 1994      |
| 12 | Tom Cusack        | A     | 1º marzo 1993     |
| 13 | Tom Kingston      | T     | 19 giugno 1991    |

## Brasile
| N° | Nome                  | Ruolo | Data di nascita   |
| -- | --------------------- | ----- | ----------------- |
| -  | Andrés Romagnoli      | CT    |                   |
| 1  | Daniel Sancery        | T     | 27 maggio 1994    |
| 2  | Martin Schaefer       | A     | 18 ottobre 1989   |
| 3  | Juliano Fiori         | A     | 27 giugno 1985    |
| 4  | Felipe Silva          | T     | 28 febbraio 1986  |
| 5  | Stefano Giantorno     | A     | 27 settembre 1991 |
| 6  | Moisés Duque          | T     | 21 dicembre 1988  |
| 7  | Lucas Duque           | T     | 15 marzo 1984     |
| 8  | Felipe Sancery        | A     | 27 maggio 1994    |
| 9  | Laurent Bourda-Couhet | T     | 12 luglio 1994    |
| 10 | Arthur Bergo          | A     | 7 marzo 1994      |
| 11 | Gustavo Albuquerque   | T     | 28 giugno 1991    |
| 12 | André Silva           | T     | 22 marzo 1988     |
| 13 | N.D.                  | N.D.  | N.D.              |

## Figi
| N° | Nome                | Ruolo | Data di nascita   |
| -- | ------------------- | ----- | ----------------- |
| -  | Ben Ryan            | CT    | 11 settembre 1971 |
| 1  | Apisai Domolailai   | A     | 16 aprile 1989    |
| 2  | Jasa Veremalua      | A     | 29 maggio 1988    |
| 3  | Semi Kunatani       | A     | 27 ottobre 1990   |
| 4  | Viliame Mata        | A     | 22 ottobre 1991   |
| 5  | Leone Nakarawa      | A     | 2 aprile 1988     |
| 6  | Kitione Taliga      | T     | 21 aprile 1993    |
| 7  | Osea Kolinisau      | T     | 17 novembre 1995  |
| 8  | Josua Tuisova       | T     | 4 febbraio 1994   |
| 9  | Jerry Tuwai         | T     | 23 marzo 1989     |
| 10 | Samisoni Nasagavesi | T     | 25 aprile 1988    |
| 11 | Savenaca Rawaca     | T     | 20 agosto 1991    |
| 12 | Vatemo Ravouvou     | T     | 31 luglio 1990    |
| 13 | Masivesi Dakuwaqa   | A     | 14 febbraio 1994  |

## Francia
| N° | Nome                  | Ruolo | Data di nascita  |
| -- | --------------------- | ----- | ---------------- |
| -  | Frédéric Pomarel      | CT    |                  |
| 1  | Jonathan Laugel       | A     | 30 gennaio 1993  |
| 2  | Manoël Dall'igna      | A     | 12 marzo 1985    |
| 3  | Damien Cler           | A     | 2 ottobre 1983   |
| 4  | Terry Bouhraoua       | T     | 26 agosto 1987   |
| 5  | Stephen Parez         | T     | 1º agosto 1994   |
| 6  | Steeve Barry          | T     | 18 aprile 1991   |
| 7  | Virimi Vakatawa       | T     | 1º maggio 1992   |
| 8  | Pierre-Gilles Lakafia | A     | 12 marzo 1997    |
| 9  | Jérémy Aicardi        | T     | 26 novembre 1988 |
| 10 | Julien Candelon       | T     | 8 luglio 1980    |
| 11 | Sacha Valleau         | A     | 8 ottobre 1996   |
| 12 | Vincent Inigo         | T     | 10 febbraio 1983 |
| 13 | N.D.                  | N.D.  | N.D.             |

## Giappone
| N° | Nome                   | Ruolo | Data di nascita  |
| -- | ---------------------- | ----- | ---------------- |
| -  | Tomohiro Segawa        | CT    |                  |
| 1  | Lomano Lemeki          | T     | 20 gennaio 1989  |
| 2  | Lote Tuqiri            | A     | 12 novembre 1987 |
| 3  | Yoshitaka Tokunaga     | A     | 10 aprile 1992   |
| 4  | Yusaku Kuwazuru        | A     | 23 ottobre 1985  |
| 5  | Kameli Raravou Soejima | A     | 1º giugno 1983   |
| 6  | Masakatsu Hikosaka     | A     | 18 gennaio 1991  |
| 7  | Katsuyuki Sakai        | T     | 7 settembre 1988 |
| 8  | Kazushi Hano           | T     | 21 giugno 1991   |
| 9  | Shohei Toyosima        | T     | 9 gennaio 1989   |
| 10 | Teruya Goto            | T     | 18 dicembre 1991 |
| 11 | Kenki Fukuoka          | T     | 7 settembre 1992 |
| 12 | Kazuhiro Goya          | T     | 21 aprile 1993   |
| 13 | N.D.                   | N.D.  | N.D.             |

## Gran Bretagna
| N° | Nome                | Ruolo | Data di nascita  |
| -- | ------------------- | ----- | ---------------- |
| -  | Simon Amor          | CT    | 25 aprile 1979   |
| 1  | Mark Robertson      | A     | 30 dicembre 1984 |
| 2  | Ruaridh McConnochie | T     | 23 ottobre 1991  |
| 3  | Phil Burgess        | A     | 1º luglio 1988   |
| 4  | Dan Norton          | T     | 22 marzo 1988    |
| 5  | James Rodwell       | A     | 23 agosto 1984   |
| 6  | Tom Mitchell        | T     | 22 luglio 1989   |
| 7  | Dan Bibby           | T     | 6 febbraio 1991  |
| 8  | James Davies        | A     | 25 ottobre 1990  |
| 9  | Ollie Lindsay-Hague | T     | 8 ottobre 1990   |
| 10 | Sam Cross           | A     | 26 agosto 1992   |
| 11 | Marcus Watson       | T     | 27 giugno 1991   |
| 12 | Mark Bennett        | T     | 3 febbraio 1993  |
| 13 | N.D.                | N.D.  | N.D.             |

## Kenya
| N° | Nome               | Ruolo | Data di nascita   |
| -- | ------------------ | ----- | ----------------- |
| -  | Benjamin Ayimba    | CT    |                   |
| 1  | Oscar Ayodi        | T     | 21 settembre 1989 |
| 2  | Bush Mwale         | A     | 14 novembre 1993  |
| 3  | Oscar Ouma Achieng | A     | 3 maggio 1989     |
| 4  | Lugonzo Ligamy     | T     | 29 luglio 1992    |
| 5  | Billy Odhiambo     | T     | 7 novembre 1993   |
| 6  | Humphrey Kayange   | A     | 20 luglio 1982    |
| 7  | Biko Adema         | T     | 1º settembre 1987 |
| 8  | Andrew Amonde      | A     | 25 dicembre 1983  |
| 9  | Dennis Ombachi     | A     | 14 dicembre 1991  |
| 10 | Samuel Oliech      | T     | 15 dicembre 1993  |
| 11 | Collins Injera     | T     | 18 ottobre 1986   |
| 12 | Willy Ambaka       | A     | 14 maggio 1990    |
| 13 | N.D.               | N.D.  | N.D.              |

## Nuova Zelanda
| N° | Nome                | Ruolo | Data di nascita  |
| -- | ------------------- | ----- | ---------------- |
| -  | Gordon Tietjens     | CT    | 9 dicembre 1955  |
| 1  | Scott Curry         | A     | 17 maggio 1988   |
| 2  | Tim Mikkelson       | T     | 13 agosto 1986   |
| 3  | Akira Ioane         | A     | 16 giugno 1995   |
| 4  | DJ Forbes           | A     | 15 dicembre 1982 |
| 5  | Lewis Ormond        | T     | 5 febbraio 1994  |
| 6  | Augustine Pulu      | T     | 4 gennaio 1990   |
| 7  | Sam Dickson         | A     | 28 ottobre 1989  |
| 8  | Gillies Kaka        | T     | 28 maggio 1990   |
| 9  | Regan Ware          | T     | 7 agosto 1994    |
| 10 | Rieko Ioane         | T     | 18 marzo 1997    |
| 11 | Joe Webber          | T     | 27 agosto 1993   |
| 12 | Sonny Bill Williams | T     | 3 agosto 1985    |
| 13 | Sione Molia         | T     | 5 settembre 1993 |

## Spagna
| N° | Nome                   | Ruolo | Data di nascita  |
| -- | ---------------------- | ----- | ---------------- |
| -  | José Ignacio Incháusti | CT    |                  |
| 1  | Ignacio Martín         | A     | 15 ottobre 1983  |
| 2  | Matías Tudela          | A     | 6 ottobre 1984   |
| 3  | Iñaki Villanueva       | A     | 10 febbraio 1991 |
| 4  | Pablo Feijoo           | T     | 18 maggio 1982   |
| 5  | Ángel López            | T     | 16 gennaio 1992  |
| 6  | Francisco Hernández    | A     | 28 ottobre 1988  |
| 7  | Marcos Poggi           | T     | 8 marzo 1985     |
| 8  | César Sempere          | T     | 26 maggio 1985   |
| 9  | Igor Genua             | T     | 5 giugno 1988    |
| 10 | Joan Losada            | T     | 20 giugno 1992   |
| 11 | Pol Pla                | T     | 18 febbraio 1993 |
| 12 | Javier Carrión         | T     | 9 novembre 1990  |
| 13 | N.D.                   | N.D.  | N.D.             |

## Stati Uniti
| N° | Nome            | Ruolo | Data di nascita   |
| -- | --------------- | ----- | ----------------- |
| -  | Mike Friday     | CT    | 25 aprile 1972    |
| 1  | Carlin Isles    | T     | 21 novembre 1989  |
| 2  | Ben Pinkelman   | A     | 13 giugno 1994    |
| 3  | Danny Barrett   | A     | 23 marzo 1990     |
| 4  | Garrett Bender  | A     | 2 dicembre 1991   |
| 5  | Zack Test       | A     | 13 ottobre 1989   |
| 6  | Andrew Durutalo | A     | 25 ottobre 1987   |
| 7  | Folau Niua      | T     | 27 gennaio 1985   |
| 8  | Maka Unufe      | T     | 28 settembre 1991 |
| 9  | Chris Wyles     | T     | 12 settembre 1983 |
| 10 | Madison Hughes  | T     | 26 ottobre 1992   |
| 11 | Perry Baker     | T     | 29 giugno 1986    |
| 12 | Nate Ebner      | A     | 14 dicembre 1988  |
| 13 | N.D.            | N.D.  | N.D.              |

## Sudafrica
| N° | Nome              | Ruolo | Data di nascita |
| -- | ----------------- | ----- | --------------- |
| -  | Neil Powell       | CT    |                 |
| 1  | Dylan Sage        | T     | 24 gennaio 1992 |
| 2  | Philip Snyman     | A     | 26 aprile 1987  |
| 3  | Tim Agaba         | A     | 23 luglio 1989  |
| 4  | Kwagga Smith      | A     | 11 giugno 1993  |
| 5  | Werner Kok        | A     | 17 gennaio 1993 |
| 6  | Kyle Brown        | A     | 6 febbraio 1987 |
| 7  | Cheslin Kolbe     | T     | 28 ottobre 1993 |
| 8  | Roscko Speckman   | T     | 28 aprile 1989  |
| 9  | Justin Geduld     | T     | 1º ottobre 1993 |
| 10 | Cecil Afrika      | T     | 3 marzo 1988    |
| 11 | Seabelo Senatla   | T     | 10 marzo 1993   |
| 12 | Juan de Jongh     | T     | 15 aprile 1988  |
| 13 | Francois Hougaard | T     | 6 aprile 1988   |